# Mohamed Serbouti
Mohamed Serbouti (né le 3 mars 1971 à Smaala au Maroc) est un athlète français, spécialiste des courses de fond.

## Biographie
Il est sacré champion de France du 10 000 mètres en 1999 à Niort.